# Ушача
Уша́ча (бел. Уша́ча) — река в Витебской области Беларуси, левый приток Западной Двины.
Ушача берёт начало на территории Докшицкого района в Березинском биосферном заповеднике, протекает по территории Ушацкого и Полоцкого районов и впадает в Западную Двину около города Новополоцк. Протекает через озёра Муроги, Тартак, Церковище, Замошье, Большое Исно, Матырино, Бороды, Воронец. Основные притоки слева — Альзиница, Идута, Нежлевка, справа — Крошенка.
Исток Ушачи находится на глобальном водоразделе Чёрного и Балтийского морей, всего в 5 км от истока Ушачи протекает Березина и её притоки, в частности, Черница.
Вдоль реки расположены городской посёлок Ушачи, деревни Путилковичи, Замошье, Городец, Вороничи, Фариново, Рудня, Заскорки, Машелево и другие.
Гидроним Ушача объясняется из финно-угорских речных терминов шош, чеш, шет — «лесной ручей, ручей на болоте, речка».

## Географическое описание
Длина реки составляет 118 км, площадь водосбора 1150 км² на территории Полоцкой низменности, озёрность 3 %. Среднегодовой расход воды в устье 8 м³/с, средний наклон водной поверхности 0,5 ‰. Русло реки извилистое, шириной до 10 м в верхнем течении, до 40 м ниже озера Большое Исно. Долина реки ниже деревни Путилковичи явно выражена, до устья реки Альзиницы шириной до 1 км, ниже — 300—400 м. Берега крутые.

## Растительный и животный мир
В реке обитают щука, плотва, язь, елец, окунь, налим, краснопёрка, ёрш и другие виды рыб. Отмечена редкая для Белоруссии птица — обыкновенный зимородок. Встречаются поселения бобров.

## Достопримечательности
- Парк XIX века в деревне Рудня.
- Археологические памятники — курганные могильники у деревень Замошье и Рудня.